# Pinete del Roncino
Pinete del Roncino este o arie protejată (arie specială de conservare — SAC, sit de importanță comunitară — SCI) din Italia întinsă pe o suprafață de 1.701 ha, integral pe uscat.

## Localizare
Centrul sitului Pinete del Roncino este situat la coordonatele 39°04′48″N 16°35′46″E / 39.08°N 16.596111°E.

## Înființare
Situl Pinete del Roncino a fost declarat sit de importanță comunitară în septembrie 1995 pentru a proteja 7 specii de animale. Situl a fost protejat și ca arie specială de conservare în aprilie 2016.

## Biodiversitate
Situată în ecoregiunea mediteraneană, aria protejată conține 6 habitate naturale: Păduri aluvionare cu Alnus glutinosa și Fraxinus excelsior (Alno-Padion, Alnion incanae, Salicion albae), Păduri de pin (sub-) mediteraneene cu pini negri endemici, Păduri de Quercus ilex și Quercus rotundifolia, Liziere de ierburi înalte hidrofile de câmpie și de nivel montan până la alpin, Păduri de fag din Apenini cu Abies alba și păduri de fag cu Abies nebrodensis, Ape stătătoare oligotrofe până la mezotrofe, cu vegetație de Littorelletea uniflorae și/sau de Isoëto-Nanojuncetea.
La baza desemnării sitului se află mai multe specii protejate:
- amfibieni (1): Bombina pachypus
- mamifere (1): lupul (Canis lupus)
- nevertebrate (4): Cordulegaster trinacriae, Cucujus cinnaberinus, Osmoderma italicum, Rosalia alpina
- reptile (1): șarpele cu patru dungi (Elaphe quatuorlineata)

Pe lângă speciile protejate, pe teritoriul sitului au mai fost identificate 17 specii de plante, 3 specii de amfibieni, 2 specii de mamifere, 1 specie de nevertebrate, 1 specie de reptile.